# 난계국악박물관
난계국악박물관은 충청북도 영동군에 있는, 난계 박연의 생애와 업적을 전시한 박물관이다.
충청북도 영동군 심천면 고당리 519-1에 있으며, 조선 초기의 음악가인, 난계 박연을 주제로 세종과 박연의 관계, 박연과 정악(궁중음악), 박연의 생애와 업적을 전시한 박물관이다. 전통악기, 복색, 고서 등을 전시하여 국악의 이해를 돕고 2층 체험장은 운영 악기를 연주해볼 수 있도록 전시되어 있다. 2000년 9월 23일 개관하였다.